# Ковачите
Ковачите е село в Югоизточна България. То се намира в община Сливен, област Сливен.

## География и природа
Село Ковачите се намира на 15 км югозападно от град Сливен и на 4 км южно от Сливенските минерални бани. Селото е разположено по последните склонове на източните склонове на Средна гора, които в миналото са се наричали Караджа Даг, а днес Сърнена гора, на около 150 метра надморска височина. В миналото Сърнена гора е била обрасла със значителна широколистна гора. Днес около селото не е останало нито едно дърво, с изключение на няколко дъба в гробището, които са на загиване. Последната гора наречена Курията е била безсмислено изсечена през 1929 г. Селото се намира в пояс с умереноконтинентален климат, дължащ се на средиземноморското влияние. Характеризира се с кратка и безснежна зима и прохладно лято. Средногодишната температура на въздуха е 12,4 °C. Простира се на площ от 1056 дка и е осмото по големина село в Област Сливен.

## История
Предишното име на селото е Налбантлари. Идва от турската дума „налбантин“ –
подковач на добитък.
Селото възниква през XV век на 500 метра югоизточно от Сливенските минерални бани.
Първите заселници били двама братя налбанти (подковачи), което дало името на селото. По-големият брат се казвал Алия. Това селище е било на пътя „Аркаръ йолу“ – напречен път. Този път тръгвал от Казанлък, Твърдица, Ямбол, Одрин и т.н. Братята Шкорпил (чехи по народност), които са били учители в Сливенската гимназия са направили разкопки под местността „Чуруклий“. Там били намерени останки от тухли, керемиди, основи на зидове на постройки зидани с хоросан, пръстени, съдове, стари монети от различни римски императори като: Гордиан, Цезар, Траян, Адриян, Август, Антоний и др. В националната библиотека в София има специален Ориенталски (Източен) отдел с документи от източните страни. За село Ковачите има два документа написани на старотурски език:
I. Регистър за „Акънджиите“. Това име на съвременен език означава „щурмоваци“.
Акънджиите играели роля на преден граничен пост на османската войска, която нападала границите на противниковата държава, извършвали разузнаване за силата и местоположението на противника. В регистъра на 7 страница са отбелязани 5 души акънджии, а именно: Доган, Иса, Ресул, Али, а петото не се чете. Името на селото им е отбелязано като Налбандлар. Регистърът е от 1472 г. Така този документ показва, че Налбантларе тогава се е казвало Налбандлар и е съществувало още през XV век. Лесно е да се разбере, че в този документ липсват български имена, защото акънджиите можели да се набират само от турското население.
II. Вторият документ, в който се споменава селото е от втората половина на XVII век.
Той се състои от квитанции за платен данък „Джезия“ (поголовен данък) на 18 души от мъжки пол от село Налбандлии.
Този данък се е плащал от всички българи от мъжки пол навършили 15 години. Имената са следните:
1.	Жеко син на Огнян;
2.	Влад син на Станчо;
3.	Никола син на не се чете;
4.	Стамо син на Стойчо;
5.	Михни син на Никола;
6.	Драган син на Аргат;
7.	Аврам син на Иван;
8.	Неделчо син на Иван;
9.	Иван син на Чобан;
10.	Атанас син на Иван;
11.	Иван син на Петър;
12.	Петър син на Никола;
13.	Никола син на Петър;
14.	Андрея син на Мано;
15.	Михал син на Иван;
16.	Кале син на Миро;
17.	Никола син на Бодо;
18.	Алекси син на Петре.
Прави впечатление, че не се срещат турски имена, защото в Османската империя такъв данък плащали само християните.
Причините за преместването на селото на сегашното местоположение са били постоянните щети и убийства, които нанасяли преминаващите турски войски и разбойници.
В края на XVIII и в началото на XIX век в околностите на Налбантларе е върлувал прочутия Злати войвода, родом от гр. Сливен. Той бил закрилник на поробеното българско население, поради което налбантларските българи са го снабдявали с храна, дрехи, оръжие и са му съобщавали за опасностите, които са го дебнели.
След Руско-турската война от 1828 – 29 г., заедно с голяма част от българското население в сливенско, ковачевци се изселват в Бесарабия, в с. Струмок, Татарбунарски район. Тогава в селото е имало 14 български семейства, от които 13 се изселват и остава само едно. По-късно шест семейства се връщат в селото. Останалите се заселват в Добруджа. Според други данни, през 1862 г. 35 семейства – 116 души се изселват в с. Налчовка, Запорожка област, в Украйна.
Когато през 1878 г. Русия освобождава българския народ от османското владичество село Налбантларе имало 85 къщи, от които: 40 били турски, 35 български и 10 цигански. По-късно турците заминали за Турция, а циганите се разпръснали по селата. В началото на ХХ век Налбантларе вече наброявало 190 къщи с 1400 жители.

## Обществено развитие и традиции
В селото има целодневна детска градина „Снежанка“, Читалище „Пробуда“ и православен храм. Населението на селото е 100% християнско.

## Култура и личности
На 21 май 2004 г. в Читалище „Пробуда“ в селото се проведе тържествено събрание-концерт по повод 70-годишнината от създаването му.
Събранието беше открито в 20 часа от председателя на читалищното настоятелство – Иван Михайлов. Доклад за основаването и дейността на читалището през годините прочете секретарят Диана Гинчева. Гости на празника бяха заместник кметът на общината д-р Пенко Пенков, който поднесе поздравленията на общината и представители на отдел „Култура“. Да поздравят самодейците и читалищните работници бяха дошли представители на читалищата от селата Злати войвода, Старо село, Селиминово, Гавраилово, Николаево, Читалище „Дружба“ – гр. Сливен.
В концерта взеха участие младежка фолклорна група „Синчец“, фолклорна танцова група и смесена фолклорна певческа група. Показан беше танцът „Комитско лице“, индивидуално се представиха Мария Дишленска, Митка Янкулова, Цонка Михалева, Добромир Йорданов. В програмата беше включена и сценката „Пъдар“ от Елин Пелин, подготвена от участниците в младежката фолклорна група.
Поздрав към самодейците със своите изпълнения отправиха децата от Целодневна детска градина „Снежанка“ – с. Ковачите и групата за стари градски песни от Читалище „Дружба“ – град Сливен.
За изпълнението си участниците в концерта получиха много аплодисменти и цветя. На най-изявените читалищни дейци и самодейци читалищното настоятелство връчи грамоти. Честването се превърна в истински празник не само за читалището, но и за цялото село.
През 2005 година младежкия танцов състав към читалището взе участие на деветия национален събор на българското народно творчество Копривщица 2005, където му бе присъдена „грамота за постижения“ за изпълнението на обичая „Годеж“
По пътя за село Младово на 2 км южно от Ковачите има паметник в чест на загиналите за освобождението срещу Германия през втората световна война. Паметникът е изграден на мястото на което се е провел боят при село Ковачите.
През 2009 година беше отпразнуван 75-годишния юбилей на читалище „Пробуда“с тържествен концерт „Читалище, поклон пред теб“ с богата програма подготвена от самодейните колективи.
За това, че читалището развива богата културна дйеност доказва и завоюваното първо място във фолклорния събор „На събор край Тунджа“ в Жельо войвода 2010 година на танцовата група
и плакета, който групата получи при участието се в Х НСНТ в Копривщица през август 2010 година.
Последната изява на самодейците от читалище „Пробуда 1934“ е участието в предаването „От българско по българско“ по телевизия СКАТ на 18.ХІІ.2010 г.
През 1943 г. в с. Ковачите е роден Тодор Господинов Дичев – академик на пет академии в Русия, доктор на философските науки, кандидат на медицинските науки, известен далеч извън пределите на България. След завършване на Основното училище в с. Ковачите, академик Дичев продължава образованието си в мъжката гимназия в Сливен, а по-късно е приет във Факултета по журналистика и философия в Софийския университет. Прекъсва следването си там и заминава за Москва, където учи в Държавния медицински университет. Голямо влияние в кариерата и научната дейност на академик Дичев оказва известният руски академик П.А.Анокин. През 1969 г. завършва института с отличие по специалност „Вътрешни болести и токсикология“, а през 1973 г. защитава и докторска дисертация. Паралелно завършва философия в Софийския университет. Работил е в БАН, преподавал е в различни университети и институти в България и в чужбина. Специализирал е по въпросите на човека и околната среда. Академик Дичев е автор на повеше от 300 научни статии, повече от 10 книги по проблемите на психовлиянията, ционизма, зомбирането и дезомбирането. Със своите постижения в областта на парапсихологията той открива у хората неизвестни и на самите тях способности да направляват волята, интуицията, духовната и емоционална си сфера. Чрез парапсихологическа помощ той е способен да активизира мозъчната дейност, да подобри речта и паметта.
От с. Ковачите е биоенерготерапевт и енергиен изследовател Стела Димитрова. Тя е една от основателките на известната в миналото Лаборатория по биоенерготерапия в гр. Пловдив. Джуна признава нейните способности. Стела е известна с експерименти в областта на биоенергетиката. За Стела Димитрова има създаден филм, тя е автор на 2 книги, във вестници и списания са поместени десетки публикации за нея. Нейното име присъства в Енциклопедия „България 20 век“ като един от 10 най-изтъкнати биоенерготерапевти и експериментатори личности на България.
В село Ковачите е роден Иван Славов бивш кмет на град Сливен и бивш народен представител от БСП, а по-късно – от АБВ.

## Стопанско развитие
Основния поминък на населението е производството на плодове и зеленчуци. Има заети и в промишлеността на град Сливен. Землището на село Ковачите е било известно като „Долината на прасковите“. След 1989 г. много от прасковените градини са унищожени по една ли друга причина. Напоследък за земеделските производители приоритет е създаването на нови овощни градини от череши и праскови. В селото има две кооперации и няколко частни арендатора, занимаващи се с отглеждането на зърнени култури. Лозовите масиви не са унищожени. Започнала е подмяна на старите насаждения с нови. Предпочитат се сортове грозде – Каберне, Мерло и местният Сливенска шевка.
Селото е с добра инфраструктура. Има 4 супермаркета, 2 от които съвсем нови. Има удобен автобусен транспорт до град Сливен. В селото има аптека, магазин за промишлени стоки, две фурни за закуски и тестени изделия и за ръчен хляб. В селото има пункт за събиране на мляко и мандра за производство на кашкавал. В долната част на селото има магазин за фуражи. В селото има два казана за варене на ракия.